# Kretkowo (województwo lubuskie)
Kretkowo – kolonia w Polsce położona w województwie lubuskim, w powiecie gorzowskim, w gminie Lubiszyn.
W latach 1975–1998 miejscowość administracyjnie należała do województwa gorzowskiego.